# Саксон Грамматик

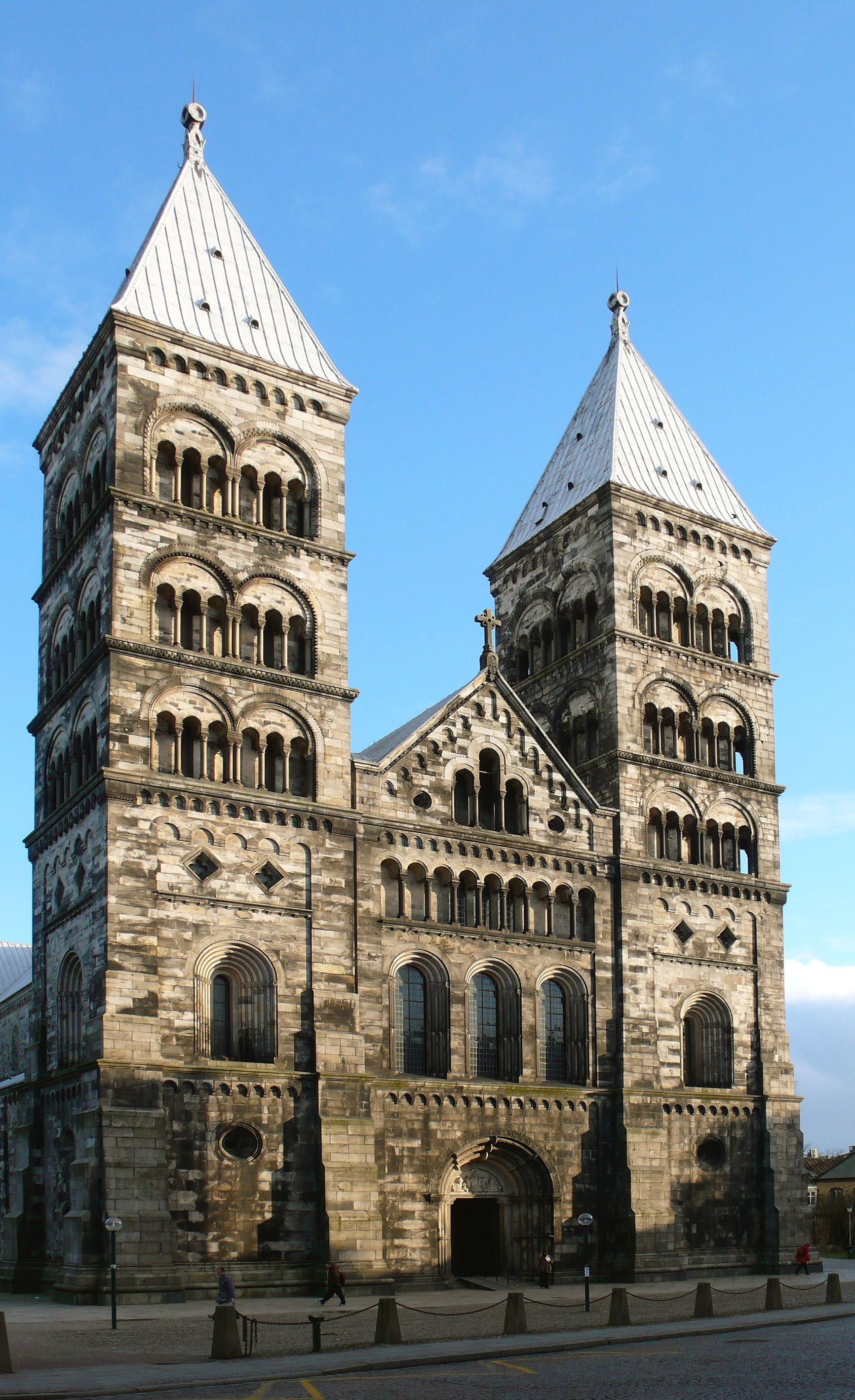
Кафедральный собор Лунда, XII—XIII века

Саксон Грамматик (лат. Saxo Grammaticus; около 1150 — около 1220) — датский хронист, автор латинских «Деяний данов» (лат. Gesta Danorum) в 16 томах, изложивший в них древнейшие скандинавские саги.

## Биография

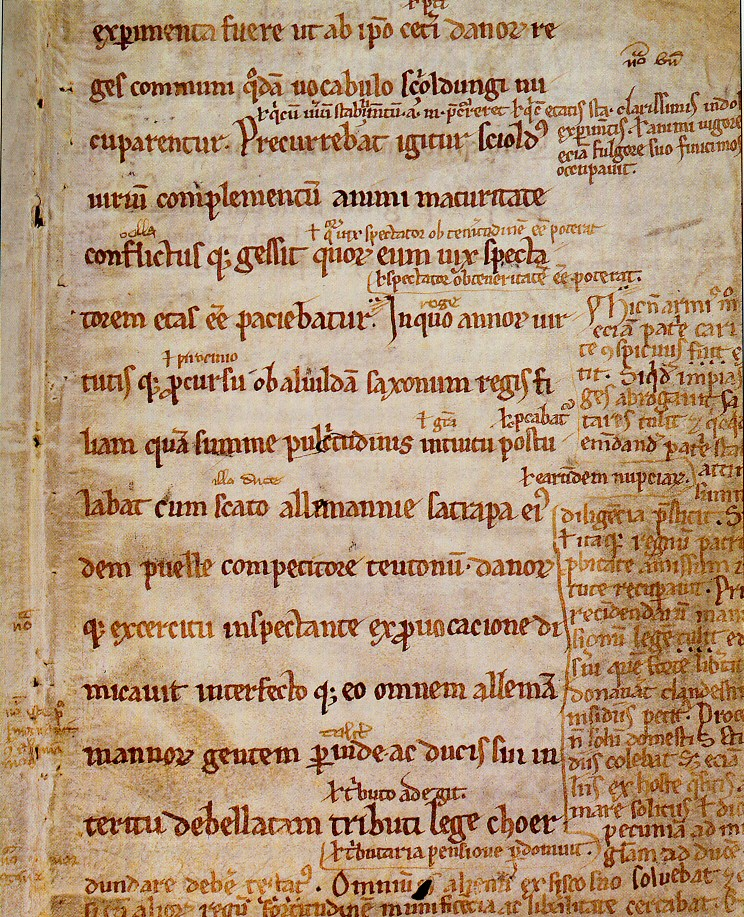
Первый лист предполагаемой автографической рукописи «Деяний данов» Саксона Грамматика, т. н. Анжерского фрагмента. Королевская библиотека Дании

О личности Саксона Грамматика мало что известно, и все упоминания о нём за пределами его собственного труда сомнительны. Вероятно, он происходил из военно-служилой знати и родился в середине XII века на острове Зеландия, но не установлено, имел ли он духовный или монашеский сан. В сохранившемся документе из Лунда упоминается некий архидиакон Саксон, умерший ещё в 1190 году, что не позволяет отождествить его с хронистом, завершившим свой труд не ранее начала XIII века.
Изощрённый стиль латыни Саксона, а также знакомство его с античными авторами, включая Саллюстия, Цицерона, Тита Ливия, Вергилия, Валерия Максима, Марциана Капеллу и Боэция, заставляет предполагать, что он получил духовное или классическое образование за пределами Дании — скорее всего, во Франции, возможно в Париже, в Реймсе или в Орлеане.
Первое упоминание о Саксоне содержится в «Краткой истории датских королей», написанной его современником — племянником Лундского архиепископа Эскиля Свеном Аггесеном (1145—1199), называющим его на римский манер своим «сопалатником» (лат. contubernalis, дат. hirdfælle), что позволяет предполагать, что в юности он мог служить вместе с последним в королевском хирде. Сам Саксон в своих «Деяниях данов» сообщает, что отец его и дед служили в войске короля Вальдемара I, сам же он «по древнему наследственному праву» состоял на службе у сына последнего Вальдемара II.
C 1178 по 1201 год Саксон являлся секретарём (лат. clericus) епископа Абсалона (Авессалома), известного церковного деятеля Дании, будучи его доверенным лицом и участвуя во многих его походах и мероприятиях. В своём завещании Абсалон прощает ему небольшой долг в размере двух с половиной ригсдалеров и полмарки серебра, а также велит ему вернуть две книги в библиотеку бенедиктинского монастыря Сорё.
Утверждение первых издателей труда Саксона XVI века, согласно которому он служил пробстом в Роскилле, в настоящее время признаётся ошибочным. Более вероятно, что он занимал должность каноника капитула кафедрального собора Св. Лаврентия в Лунде, а также, возможно, преподавал в действовавшей при нём церковной школе, нося звание магистра (лат. magister).
При жизни, согласно анонимной «Зеландской хронике» (лат. Sjælland Chronicle) начала XIV века, Саксон носил прозвище Высокого, или «Длинного» (лат. Saxo cognomine Longus), почётное же прозвание «Грамматик» впервые появляется лишь в составленной около 1343 года анонимной «Ютландской хронике» (лат. Chronica Jutensis), в знак признания его учёности и стилистического мастерства.

## «Деяния данов»

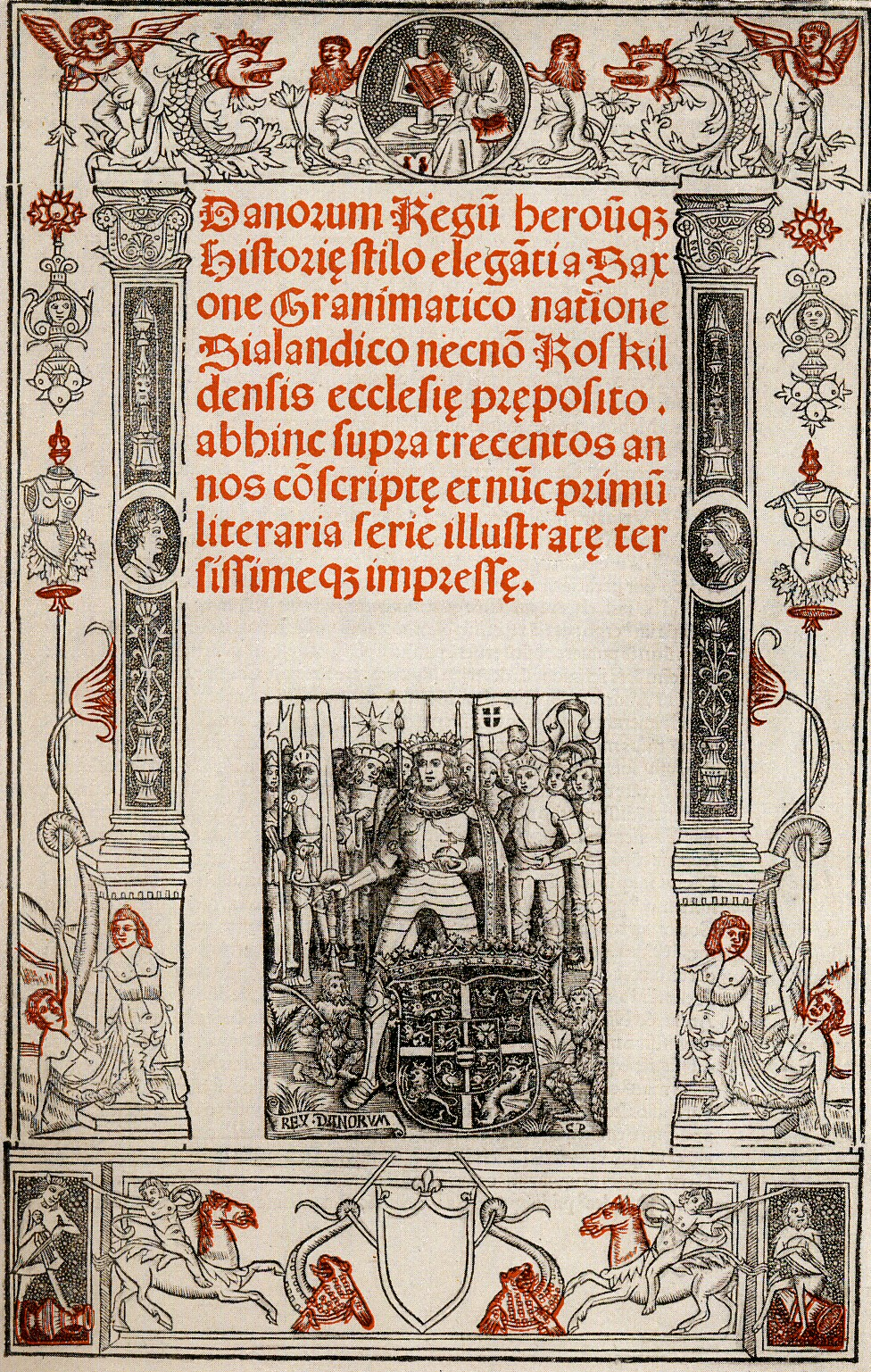
Титульный лист первого парижского издания «Деяний данов» Саксона Грамматика (1514)

Объёмистый труд Саксона, наполненный легендами и мифами, фактологически и хронологически не всегда точный, состоит из шестнадцати книг и охватывает период со времён сыновей Хумбли Дана I и Ангула, легендарных прародителей данов и англов, до 1187 года. Согласно Свену Аггесену, начало работы над ним относится к 1185 году, содержащиеся же в его тексте указания позволяют утверждать, что к 1208 году он ещё не был закончен.
Первые четыре книги посвящены событиям до Рождества Христова, следующие четыре книги — эпохе Римской империи и древних германских племён, книги с 9 по 10-ю — временам объединения и христианизации Дании, а последние семь, с 10-й по 16-ю — периоду начиная с Харальда Синезубого и кончая правлением Кнуда VI, с преимущественным вниманием к событиям в Лунде и деяниям местных епископов. Предполагается, что последние восемь книг написаны были раньше восьми первых, поскольку для обоснования хронологии жизни и правления святых королей Кнуда IV Святого и Вальдемара I Великого автор опирается на Абсалона, умершего в 1201 году, ещё до окончания работы над хроникой.
Источниками для последних книг «Деяний данов», помимо вышеназванного сочинения Аггесена, могли послужить составлявшиеся при королевской канцелярии в Роскилле «Анналы Вальдемара» (лат. Annales Valdemarii), анналы монастыря Кольбац (лат. Annales Colbazenses), ведшиеся начиная с 1130-х годов при капитуле собора Святого Лаврентия в Лунде и доведённые до 1181 года, а также «Роскилльская хроника» (лат. Chronicon Roskildense) середины XII века и «Лундский некролог». При работе над первыми книгами, по содержанию сходными с «Кругом Земным» Снорри Стурлусона, по словам самого автора, использовались датские легенды, передававшие традицию, во многом отличную от исландских королевских саг, а также произведения скальдической поэзии и вещественные памятники, в том числе рунические надписи на камнях. Анализ сочинения Саксона выдаёт знакомство его также с трудами Беды Достопочтенного, Павла Диакона, Дудо Сен-Кантенского, Адама Бременского, а также «Младшей Эддой» Снорри Стурлусона.
Поскольку архиепископский двор в Лунде являлся в те времена духовным центром Дании, при нём существовала обширная библиотека, помимо этого, он часто принимал церковные и светские посольства, в состав которых входило немало образованных людей, сведущих не только в латинской литературе, но и народных скандинавских преданиях. Всё это значительно облегчало труд Саксона, выросшего в знатной семье и сызмальства знакомого с мифологией героического прошлого.
Будучи сторонником сильной королевской власти и защитником католической церкви, Саксон тенденциозен в оценках политических событий и исторических персонажей, своего же покровителя Абсалона он откровенно апологетизирует. Ценность его сочинения состоит главным образом в том, что в нём изложено содержание ряда саг, позже утраченных, или же никогда не записывавшихся и сохранявшихся лишь в устной традиции. Таковы, к примеру, предания о легендарных датских королях Хрольфе Краки и Фродо III, а также о знаменитом конунге Рагнаре Кожаные Штаны и его воинственной супруге Лагерте, не упоминающейся в других письменных источниках вообще.
Более достоверны поздние сообщения Саксона о войнах датского короля Вальдемара I Великого с балтийскими славянами-вендами, занимающие 14-ю книгу его сочинения, крупнейшую по объёму и включающую в себя более четверти всего текста. Интерес представляют сведения о крещении племени руян архиепископом Абсалоном и разрушении их языческого святилища в Арконе на острове Рюген (1168), христианизации Померании и осаде Щецина (1175—1177), а также победе над померанским герцогом Богуславом I и покорении его земель королём Кнудом VI (1184—1185).
Хотя перевёдший в конце XIX века первые 9 книг «Деяний данов» на английский язык филолог Оливер Элтон называл их автора «первым известным датским писателем», в реальности ему предшествовало, как минимум, несколько вышеназванных хроник и анналов XII века, не считая утраченных.
Одна из легенд, изложенных в третьей книге «Деяний данов», использована была Шекспиром при создании трагедии «Гамлет».

## Рукописи и издания
В течение долгого времени исторический труд Саксона оставался неизвестным в самой Дании, и лишь в 1514 году впервые был напечатан в Париже датским гуманистом и богословом Кристиерном Педерсеном, обнаружившим его рукопись в Швеции в собрании архиепископа Лундского Биргера Гюннерсена. Познакомившийся с первым изданием труда Саксона Эразм Роттердамский высоко оценил его язык и стиль. Установлено, что ещё в конце XV века, задолго до парижского издания, другой рукописью «Деяний данов» располагал немецкий историк и теолог Альберт Кранц, использовавший их в своей «Хронике северных королей Дании, Швеции и Норвегии» (1504).
Но только после того как в 1575 году «Деяния данов» перевёл на датский Андерс Сёренсен Ведель, его стали изучать и использовать на родине. Несмотря на это, полные рукописи его, которыми располагали Кранц и Педерсен, позже были утрачены и до нас дошли лишь четыре крупных фрагмента, которые хранятся ныне в Королевской библиотеке Дании в Копенгагене. Старейшим из них является Анжерский, состоящий из четырёх пергаментных листов, который обнаружен был в 1863 году во французском городе Анжере. Датируемый первой четвертью XIII века, он признаётся рядом исследователей автографическим.
Первое научное издание «Деяний данов» было подготовлено в 1771 году в Лейпциге немецким филологом-классиком Христианом Адольфом Клоцем. В 1851 году историк Каспар Фредерик Вегенер переиздал в Копенгагене заново отредактированный перевод Вегеля, а в 1898 году там же увидел свет новый датский перевод Фредерика Винклера Горна, проиллюстрированный норвежским художником Луисом Му. В 1931—1957 годах в датской столице вышла новая двухтомная научная публикация Й. Ольрика и Х. Ридера. Новейшие академические издания «Деяний данов» в оригинале, а также датском и английском переводах соответственно опубликованы в 2005 году в Копенгагене и в 2015 году в Оксфорде под редакцией филолога-медиевиста профессора Университета Саксона (Копенгаген) Карстена Фрис-Йенсена. Их первый полный русский перевод, выполненный доцентом Нижегородского государственного университета им. Н. И. Лобачевского А. С. Досаевым, выпущен в 2017 году в двух томах в научной серии «MEDIAEVALIA: средневековые литературные памятники и источники» издательства «Русская панорама».

## Публикации
- Саксон Грамматик. Деяния данов: В 2 томах. I—XVI книги / Пер. с лат. А. С. Досаева. — М.: Русская панорама; «SPSL», 2017. — 1224 с. — (MEDIÆVALIA: средневековые литературные памятники и источники). — ISBN 978-5-93165-369-3.
- Saxonis Grammatici Historiae danicae libri XVI e recensione Stephani Joannis Stephanii; cum prolegomenis et lectionis varietate edidit Christianus Adolphus Klotzius. — Lipsiae: C. G. Hollium, 1771. — vi, 600 p.
- Saxonis Grammatici Historia danica recensuit et commentariis illustravit Petrus Erasmus Müller. — Tomus I—III. — Havniae: Sumtibus Librariae Gyldendalianae, 1839—1858.
- Den danske Krønike af Saxo Grammaticus oversat af Anders Sørensen Vedel, trykt paa ny og tilligemed Vedels Levnet af C. F. Wegener udgivet ved Samfundet til den danske Literaturs Fremme. — Kjøbenhavn: Trykt hos Bianco Luno, 1851. — xxxiii, 291 p.
- Saxonis Grammatici Gesta Danorum, herausgegeben von Alfred Holder. — Strassburg: Trübner, 1886. — lxxxviii, 724 p.
- Saxonis Gesta Danorum, primum a C. Knabe et P. Herrmann recensita; recognoverunt et ediderunt J. Olrik et H. Ræder. Indicem verborum confecit Franz Blatt. — Tomus I—II. — Havniæ: apud Levin et Munksgaard, 1931—1957. — li, 609 + xxviii, 890 p.
- Saxo Grammaticus The History of the Danes, Book I—IX. Translated by Peter Fisher. — Volume I: Text. Edited by Hilda Ellis Davidson. — Cambridge: D. S. Brewer, 1979.
- Saxo Grammaticus Danorum regum heroumque historia, édited by Eric Christiansen. — Tomus I—III. — Oxford: British Archaeological Reports, 1981.
- Saxo Grammaticus Gesta Danorum. Latinsk tekst udgivet af Karsten Friis-Jensen; dansk oversættelse ved Peter Zeeberg. — Tomus I—II. — København: Det Danske Sprog- og Litteraturselskab, Gads Forlag, 2005. — 693 + 683 p.
- Saxo Grammaticus. Gesta Danorum: The History of the Danes. Edited by Karsten Friis-Jensen, translated by Peter Fisher. — Volumes I—II. — Oxford: Oxford University Press, 2015. — (Oxford Medieval Texts). — ISBN 978-0198205234.